# Zátorka
Zátorka, U Vorlíků, také Vila Otty Bondyho je obytný dům čp. 43/XIX v Praze-Bubenči, přestavěný z usedlosti, stojící na nárožní parcele mezi ulicemi Na Zátorce, U Vorlíků a Romaina Rollanda. Její zahrada orientovaná na jih od budov zasahovala až k trati Buštěhradské dráhy.

## Historie
Původní rozsáhlý zemědělský dvůr s usedlostí či letohrádkem čp. 4 Františka Adama hraběte ze Šternberka († 1789) byl po jeho smrti po částech rozprodán. Jan Karel Kühlwein  roku 1796 získal od dědiců pole u Zátor o velikosti 33 jiter do nájmu na 10 let a k němu přikoupil sousední pozemek o rozloze 4 jitra. Na něm před rokem 1803 postavil či z usedlosti č. 4 přestavěl dům, později označovaný čp. 43. Oba pozemky s domem roku 1806 získal do vlastnictví pražský lékař Josef Rottenberger (1760-1820), univerzitní profesor anatomie na Karlo-Ferdinandově univerzitě v Praze..
Na části těchto pozemků byla v té době zřízena silnice od Strahovské brány do Buben. Josef Rottenberger vedl se svým sousedem Josefem Ignácem Bučkem spor o cestu a užívání přilehlých pastvin. Dva geometry zahnal na útěk, když přišli zjistit stav věci, při druhém měření pak měli tito geometři na pomoc poskytnutu ochranu. Spor byl přidělen pražskému magistrátu a byl řešen soudně. Roku 1810 prodal Rottenberger dvůr Josefu Srbovi a do trhové smlouvy zahrnul ustanovení, že má být tato soudní pře nadále vedena.
Roku 1812 přešla Zátorka do majetku hesenského kurfiřta Viléma I. Ten byl po připojení kurfiřtství k nově vytvořenému Vestfálskému království nucen i se svojí rodinou uprchnout do exilu, ale již roku 1813 se směl vrátit a Zátorku spolu se sousední Miseronkou prodal. Po dalším prodeji ji získal pražský advokát Josef Zahořanský z Vorlíka, jehož rodina držela dvůr až do roku 1844. V těch letech patřily k usedlosti pozemky o rozloze 32 jiter: "13 polí v míře 29 jiter, 5 pastvin, 5 zahrad, 5 stromořadí, 2 cesty a 3 lada".
Po Zahořanských se majitelé střídali. Soudní spor skončil až roku 1857 tím, že byl sporný pozemek přepsán jako majetek ke dvorci čp. 43.

### Přestavba

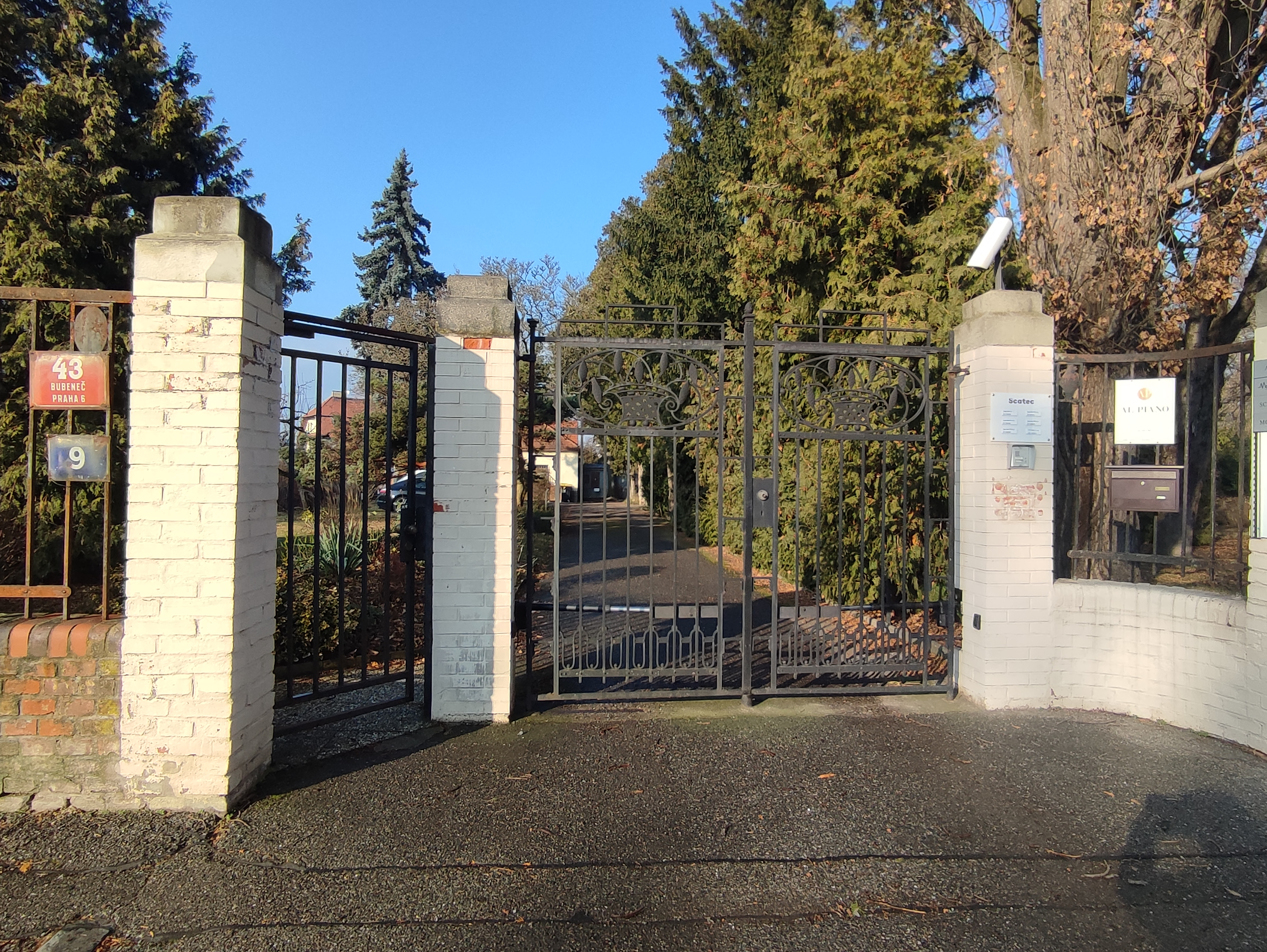
Brána s mřížemi z ulice Na Zátorce

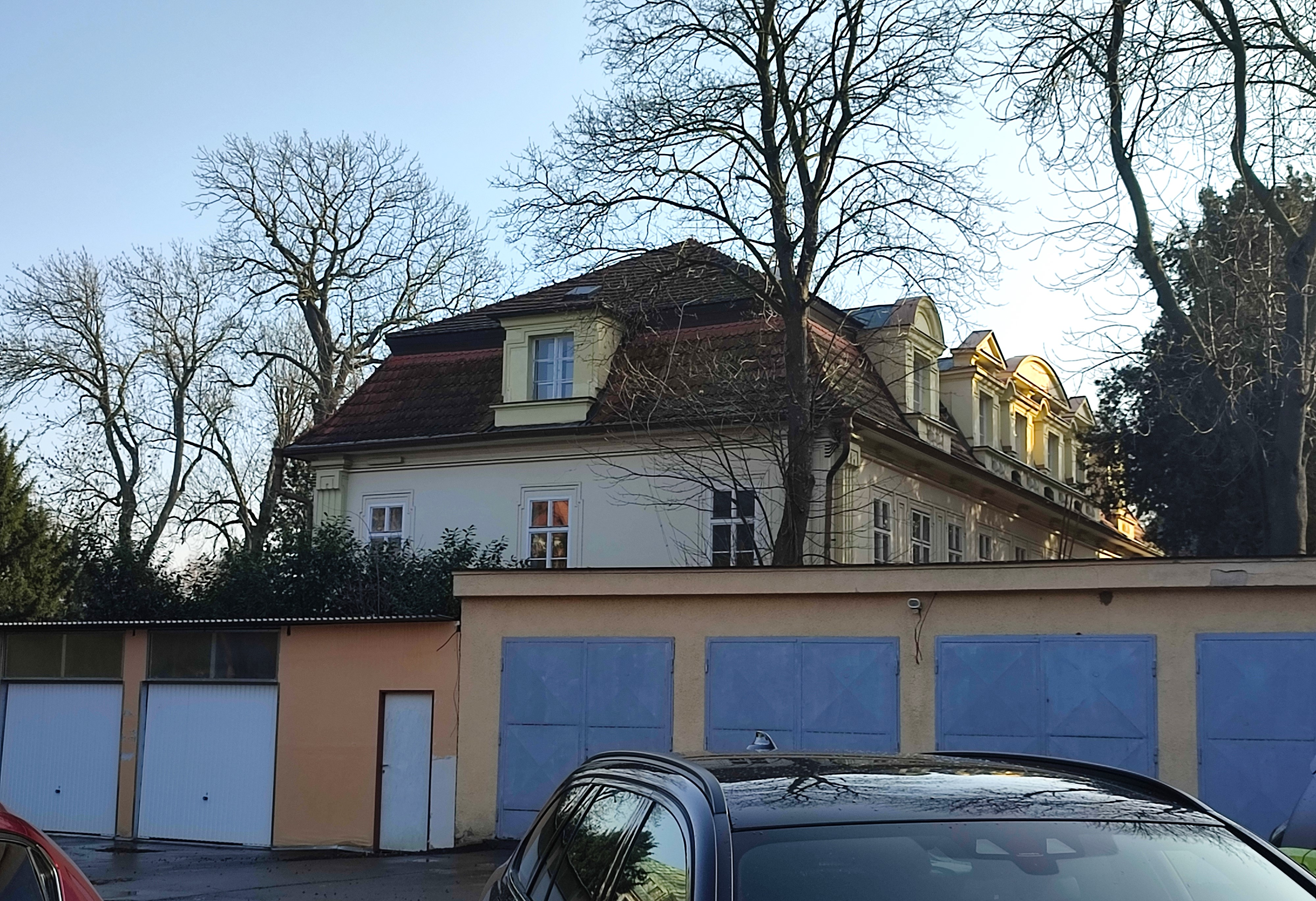
Pohled z ulice Romaina Rollanda přes parkoviště a garáže

Roku 1909 koupila pozemky s usedlostí pražská obec. Usedlost od obce roku 1910 koupil továrník Ing. Otto Bondy (1859-1913), starší syn Bohumila Bondyho a spolumajitel železáren, s manželkou Giselou a dvěma syny] a jeho rodina dům přestavěný na vilu se zahradou užívala až do protektorátu, kdy se musela vystěhovat. Ostatní pozemky obec rozparcelovala a rozprodala jako stavební. 
Dům na obdélném půdorysu situací souhlasí s dvorem č. 4 zakresleným na mapě z roku 1852. Je to patrová vila barokního vzhledu, se dvěma balkóny a mansardou, o 11 okenních osách. Průčelím s barokním portálem je orientován do zahrady při ulici U Vorlíků. Mříže balkónů mají geometrický dekor, původní honosné ozdoby z Bondyho železáren jsou zachyceny na fotografii z roku 1926, nyní chybí. Stejně tak byly pozdější adaptací zjednodušeny rámy mansardových oken s attikou. Původní barokní či novobarokní štíty nad okny se dochovaly.. Zahrada je zpustlá, její severní část při ulici Romaina Rollanda byla zlikvidována ve třetí čtvrtině 20. století stavbou řadových garáží s betonovým parkovištěm. Hlavní brána domu s vjezdem pro auta je z ulice Na Zátorce, dochovaly se v ní mříže s motivy váz art deco.  